# Erioptera (Meterioptera) fervida
Erioptera (Meterioptera) fervida is een tweevleugelige uit de familie steltmuggen (Limoniidae). De soort komt voor in het Oriëntaals gebied.